# Japánciprus

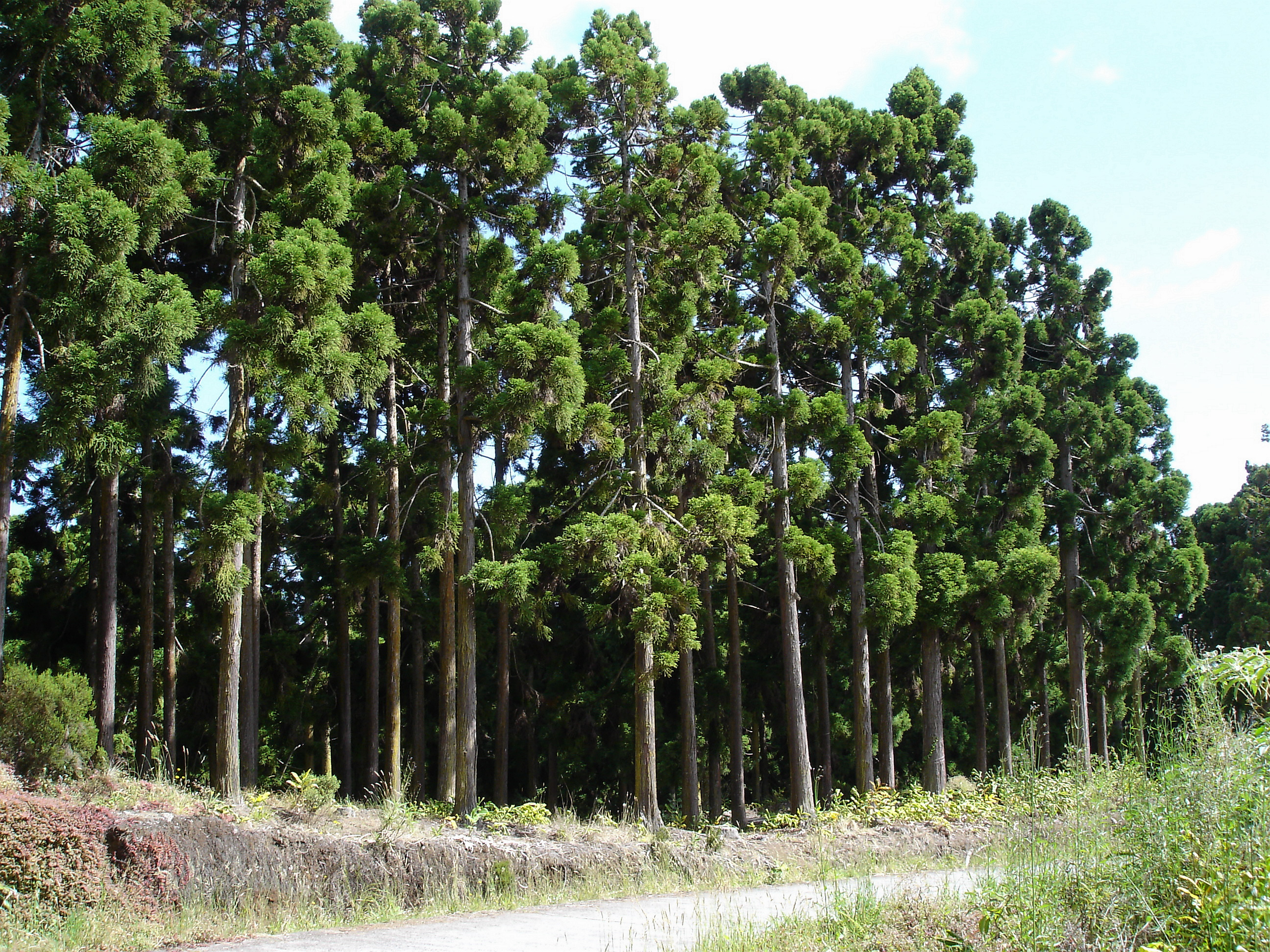
Nagy japánciprus ültetvény Réunion szigetén

A japánciprus (Cryptomeria) a fenyőalakúak (Pinales) rendjébe sorolt ciprusfélék (Cupressaceae) családjának nemzetsége. Egyetlen faja az éppen ezért ugyancsak japánciprusnak nevezett Cryptomeria japonica.

## Származása, elterjedése
Kizárólag Japán három szigetén – Honsún, Sikokun és Jakusimán – honos; minden más élőhelyén betelepített (még ha több száz éve is).
A japánok egyik szent növénye. A legenda szerint Tokugava Iejaszu halála után hatalmas tömegek járultak sírjához, hogy kövekkel és lámpásokkal díszítsék sírhelyét. Egy szegény ember, akinek még lámpásra sem telt, azzal fejezte ki a halott sógun iránti tiszteletét, hogy fákat ültetett a sírhoz vezető út mentén: hadd védje árnyékuk a jövő zarándokait a tűző naptól. Ezekből a japánciprusokból mára Japán egyik legszebb fasora lett: a 60–70 méter magas fák törzsének kerülete mintegy 8 méter.
Eredeti élőhelyein állományai kicsik és erősen széttagoltak, ültetett erdői viszont szépen gyarapodnak. A megmaradt természetes erdőfoltok többségét Jakusimán találhatjuk, ezekben sok fa ezer évesnél is idősebb.
Legnagyobb telepített állományai Kína Hupej tartományában nőnek; kínai változata mostanra külön alfajnak számít. Jelentős erdőit ültették Bolíviában és Kolumbia Antioquia megyéjében.

## Megjelenése, felépítése
Törzse általában egyenes, kúp alakú koronával. Ágazata ritkás. Világoszöld lombozata fiatalon zárt, illetve laza, pamacsos. Húsos levelei ár alakúak.

## Életmódja, termőhelye
A semleges vagy inkább savanyú talajokat kedveli. Vízigénye legalább közepes, és a párás levegőre is szüksége van. A szelet, a hónyomást és a nagy hideget nem bírja.

## Alfajok, változatok
- Cryptomeria japonica ssp. japonica (törzsváltozat)
- Cryptomeria japonica ssp. sinenssis (Thunb. ex L. f.) Sell[3]
- C. japonica 'Elegans' — Sűrűn elágazó, legfeljebb 5 m magasra növő, kusza bokor. Kérge világos vörösesbarna, kékes-vagy szürkészöld tűlevelei 20 mm-esek; ősszel vörösesre színeződnek. Tobozai későn fejlődnek, kevés magot hoznak, és azokból az alapfaj nő, tehát csak dugványról szaporítható.
- C. japonica 'Christata' — Elszalagosodott, lapult hajtásai hatalmas tülköket és kakastaréjokat formáznak. Lassan nő.
- C. japonica 'Elegans Viridis' — Tűlevelei puhák, lombja télen-nyáron üde zöld. Alakja széles kúp, kissé ágemeletes.
- C. japonica 'Globosa Nana' — Fiatalon szabályos gömb alakú, tömött, zöld lombú fa. Lassan nő, idős korára több, egymásba olvadó gömbbé alakul.
- C. japonica 'Vilmoriniana' — Szabályos gömb alakú; évente alig 2–3 cm-t nő. Lombja sűrű, sötétzöld, télen kissé barnára színeződik. Tapintása kemény. 'Aurea' néven aranysárga változata is van.[4]
- C. japonica  'Yokohama' — Igen lassan nő, 10 év alatt éri el a 60 cm magasságot. Gömb alakú. Ágai, hajtásai merevek, rövidek. Apró tűlevelei merevek, kissé szúrósak, színük üde zöld. Színét télen is megőrzi.[5]
- C. japonica